# リチャード・コワルスキー
リチャード・コワルスキー（Richard A. Kowalski、1963年生まれ）は、数多くの小惑星や彗星、特に地球近傍天体 (NEO) を発見しているアメリカの天文学者である。
コワルスキーは、生涯通じて天文学の中でも特に惑星科学に関心を持ち続けてきた。1997年中頃から "Minor Planet Mailing List" の発信を始めた。フロリダ州でアマチュア天文家として活動していた頃に、小惑星の位置観測と測光観測への関心を深めた。1998年には小惑星番号14627の小惑星を発見し、子供の頃に観測天文学と宇宙関連の技術への関心を高めるよう励まし育成してくれた人物の名前にちなんで Emilkowalski と名付けた。
1999年に、ディープ・スペース1号ミッションの支援の観測を行うジェット推進研究所の0.6mリッチー・クレチアン式望遠鏡利用に招かれた。また同年、彼はアリゾナ州フラッグスタッフのローウェル天文台で、Minor Planet Amateur-Professional Workshop 1999 (MPAPW1999) の科学コーディネーターとなった。
2005年9月からはアリゾナ州ツーソンのカタリナ・スカイ・サーベイ (CSS) のメンバーとなり、何百ものNEOとメインベルトの小惑星、13の彗星を発見した。そのうちの1つ、ピゴット・LINEAR・コワルスキ彗星は、1783年にエドワード・ピゴットが発見したもののその後再帰が確認されず見失われたピゴット彗星の再発見である。2013年のハロウィンの朝にはC/2003 US10を発見した。
2008年10月6日には、レモン山天文台のCSS1.5m望遠鏡での観測中に小惑星2008 TC3を発見した。この小惑星は、発見から約20時間後にスーダン上空で地球の大気に突入し、地球突入前に発見された最初の小惑星となった。後にコワルスキーは記念に2008 TC3の小さな破片を手にし、自ら発見した天体を手にした初めての人物となった。
2014年1月1日に発見した小惑星2014 AAもまた地球に衝突した小惑星である。この小惑星は大西洋の中央部に衝突した。
メインベルトの小惑星7392番コワルスキーは彼を記念して名付けられた。
コワルスキーは、計器飛行証明と操縦教育証明を持つ連邦航空局認定の事業用操縦士である。彼はまたアリゾナ州ツーソンでフリーランスの写真スタジオを営んでいる。